# 범어사 나한전 석가모니불회도
부산 범어사 나한전 석가모니불회도(釜山 梵魚寺 羅漢殿 釋迦牟尼佛會圖)는 부산광역시 금정구, 범어사에 있는 불화이다. 2018년 7월 25일 문화재 지정 예고를 거쳐, 2018년 10월 3일 부산광역시의 문화재자료 제104호로 지정되었다.

## 지정 사유
나한전의 석가여래삼존불좌상 뒤쪽 벽면에 석가모니불회도가 봉안되어 있다. 화면 중앙에 항마인의 석가모니불을 중심으로 왼쪽에 연화가지를 든 문수보살, 오른쪽에 여의를 든 보현보살을 배치하고, 그 주변에 합장형 보살 2위, 아난과 가섭을 비롯한 십대제자상, 사천왕상이 외호하고 있다. 화면 하단의 묵서 화기에 따르면, 대한광무9년(1905)에 수화사 금호약효를 비롯하여 총 16인이 관여하였고, 출초는 보응문성이 담당하였다.
화면에 채색은 전체적으로 진채로 색이 선명하며, 적색을 중심으로 청색, 백색, 녹색 등을 적절하게 사용하였으며, 구름은 노란색, 석간주, 녹색 등을 엷게 칠하여 천공의 화사한 양청색과 함께 전체적인 색감이 밝다. 또한 불보살을 비롯해 각 존상의 의복은 옷깃을 제외하면 문양은 대부분 생략되었고, 보살의 보관과 지물, 사천왕의 갑옷 일부 등에 금칠을 하여 강조하였다.
범어사 나한전 석가모니불회도는 제작시기를 기록한 화기 부분이 온전히 남아 있어 화기를 통해 정확한 제작시기를 파악할 수 있다. 작품을 제작한 출초화승 보응문성(普應文性, 1867~1954)과 수화승 금호약효(錦湖若效, 1846~1928)는 사제지간으로 19세기 후반에서 20세기초 충청지역의 대표적 불화승이자 한국 근대 불화계를 대표하며 마곡사파 불화를 정립한 대표적 화승이다. 마곡사화파는 19세기 후반부터 마곡사를 중심으로 형성되어 20세기 초반까지 계룡산 일대 등 충청도, 경상도 지역은 물론 전국적으로 많은 작화 활동을 남겼다.
범어사 나한전 석가모니불회도는 마곡사화파의 화풍이 반영된 근대기 초의 석가후불도로 이후 경상도 불화 제작에 영향을 미친 작품으로 가치가 있다. 따라서 범어사나 한전 석가모니불회도는 조선 말기를 지나 대한제국기인 1905년 조성된 후불도로서 가치가 평가된다.

## 참고 자료
- 부산 범어사 나한전 석가모니불회도 - 국가유산청 국가유산포털